# Black Smoke
A Black Smoke (magyarul: Fekete füst) egy dal, amely Németországot fogja képviselni a 2015-ös Eurovíziós Dalfesztiválon. A dal a 2015. március 5-én rendezett Unser Song für Österreich című nemzeti döntőben nyerte el az indulás jogát, ahol a telefonos szavazók szavazatai alakították ki a végeredményt. A dal az utolsó fordulóban a második – utolsó – helyen végzett, Andreas Kümmert Heart of Stone című dala mögött. Miután a szavazatok 78%-át megszerző Kümmert megnyerte a versenyt, és ezzel a jogot Németország képviselésére a bécsi Eurovíziós Dalfesztiválon, az előadó úgy döntött, hogy lemond a győzelméről, és átadja a dalfesztiválon szereplés lehetőségét a második helyezett Ann Sophienak. A dalt a brit–német származású hamburgi Ann Sophie adta elő angol nyelven Bécsben a május 23-i döntőben fellépési sorrendben tizenhetedikként. A dal a szavazás során egyetlen országtól sem kapott pontot, így nulla ponttal a utolsó, huszonhetedik helyen végzett, a házigazda Ausztria után — akik szintén nem kaptak pontot, viszont Németország később lépett fel a döntőben, így ők lettek hátrébb sorolva. Ezelőtt legutoljára Csehország zárta nulla ponttal versenyt, 2009-ben az első elődöntőben, majd legközelebb 2021-ben a döntőben az Egyesült Királyságnak nem sikerült egyetlen pontot sem szereznie.

## Külső hivatkozások
- Dalszöveg